# Ferrari Sigma
Ferrari Sigma  nebo také Pininfarina Sigma Grand Prix je prototypem bezpečného vozu formule 1 týmu Scuderia Ferrari, který měl premiéru v roce 1969.

## Popis
V 60. letech se vývoj formule 1 soustředil především na zvyšování výkonu motoru a zlepšovaní jízdních vlastností vozu, bezpečnost pilota byla druhořadou záležitostí. To vše vedlo k mnoha nehodám, které končily tragicky. V roce 1966 byl dán podnět k založení asociace za bezpečnější formule a v roce 1968 byl vytvořen program z popudu Scuderia Ferrari a karosářské společnosti Pininfarina, kteří ve spolupráci s vědci a odborníky ohledně bezpečnosti vozu založili projekt Sigma.
V projektu byly použity všechny dostupné komponenty tehdejší formule 1, pohonnou jednotkou byl vidlicový 12 válcový motor Ferrari 255C o objemu 3000 cc a výkonu 400 koňských sil. Inovací byla strana struktury karosérie, která poskytovala bezpečnostní deformační zóny jak při čelním nárazu tak nárazu z boku. Dalším bezpečnostním prvkem byl teleskopický sloupek řízení, který zamezoval poranění hrudníku pilota, dále vícevrstvé palivové nádrže, integrovaný hasicí systém a speciální blatníky za zadními koly, které měli zabránit najetí na zadní kola vozu. Prostor pilota byl vybaven šesti bodovým bezpečnostním pásem, který poutal nejen tělo pilota, ale i jeho přilbu. (tak jako dnes systém HANS)

## Technická data
- Délka:
- Šířka:
- Výška:
- Váha: 590 Kg
- Rozchod kol vpředu: 1550
- Rozchod kol vzadu: 1561
- Rozvor: 2400
- Převodovka: Ferrari 609 L 5
- Brzdy: Girling
- Motor: tipo 255C
  - V12 60°
  - Objem: 2.989 cm³
  - Výkon: 436cv/11400 otáček
  - Zdvih: 77 mm
  - Vrtání: 53.5 mm
  - Ventily: 4 na válec
  - Mazivo: Shell
  - Palivo: Shell
  - Váha: > 95 kg
  - Zapalování: Marelli Dinoplex
  - Vstřikování Magneti Marelli
  - Palivový systém Lucas f.i.
- Pneumatiky: Firestone